# Arnaldo Mussolini
Arnaldo Mussolini (Predappio, 11 de gener de 1885 - Milà, 21 de desembre de 1931) va ser un periodista i polític italià, germà menor del dictador feixista Benito Mussolini.

## Biografia
Era fill d'Alessandro i Rosa Mussolini. Es va casar el 1909 amb Augusta Bondanini, amb la qual va tenir tres fills: Sandro, Vito i Rosina.
Va començar com a professor d'agricultura i com a secretari del govern a Predappio. Arnaldo i Benito Mussolini van combatre en la Primera guerra mundial, on Arnaldo era tinent, i després de la guerra es va instal·lar a Milà. El 1923, amb el seu germà major ja primer ministre d'Itàlia, va començar amb l'activitat de periodista i diverses iniciatives editorials, moltes d'elles a favor del feixisme. Entre 1922 i 1931 va exercir com a director de Il Popolo d'Itàlia, òrgan d'expressió del Partit Nacional Feixista. Era un dels principals assessors de Mussolini. Es trucaven per telèfon pràcticament a diari.
Va ser al seu torn un gran defensor de la natura, per la qual cosa el seu germà el va ajudar des del govern en diversos dels seus projectes i se li va concedir un títol honorífic en ciències agrícoles.
Es creu que Arnaldo Mussolini hauria estat vinculat amb un cobrament de suborns per part de l'empresa Sinclair Oil, que volia fer prospeccions petrolieres a Itàlia. Es creu que el diputat socialista Giacomo Matteotti havia aconseguit obtenir proves d'aquells fons ocults i estava disposat a denunciar-ho, i que aquest és el motiu del seu assassinat.
Arnaldo Mussolini va tenir un paper important en les relacions del règim feixista amb l'Església catòlica durant una crisi en 1931 que afectava principalment l'educació dels joves. El 21 de desembre següent moria d'un infart.

## Publicacions
- Coscienza e dovere, Roma, Raido, 2007.
- Forlì, Roma, Tiber, 1929.